# Stift Herford

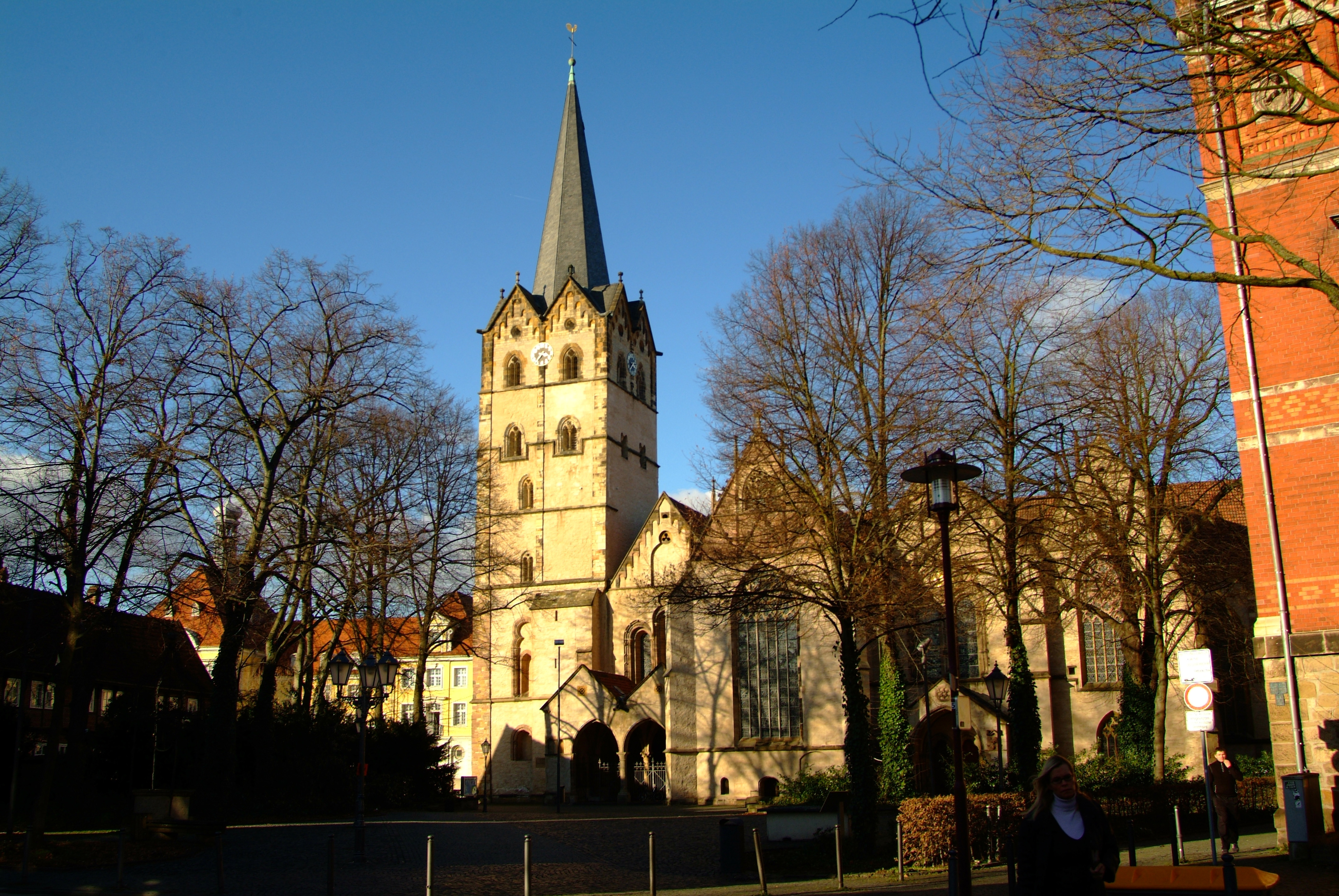
Herforder Münster – Reichsabtei Herford

Das Stift Herford (lat. Abbatia Herfordiensis oder Herweden u. ä.; Patrozinium: St. Pusinna) war ein adliges Kanonissenstift in Westfalen.
Die Abtei wurde um 790 als Chorfrauenstift gegründet und 823 zur Reichsabtei erhoben. Im 12. Jahrhundert erlangte das Stift die Reichsunmittelbarkeit. Die Fürstäbtissinnen von Herford waren daher später auf den Kreistagen des Niederrheinisch-Westfälischen Reichskreises des Heiligen Römischen Reiches vertreten. Das Stift war auch Mitglied im Rheinischen Reichsprälatenkollegium und dadurch mittelbar auf den Reichstagen vertreten.
1803 fielen die Abtei und ihr kleines Territorium um das Herforder Münster im heutigen Zentrum der Stadt Herford an die preußische Grafschaft Ravensberg. Das Frauenkonvent wurde 1804 in ein Kollegiat für Männer umgewandelt und 1810 aufgehoben.

## Geschichte

### Anfänge
Das Stift Herford war der älteste Frauenkonvent im Herzogtum Sachsen. Es wurde 789 zunächst in Müdehorst (heute bei Bielefeld) von einem Adligen namens Waltger als Eigenkloster gegründet, dann um 800 auf den Grund seines Hofes „Herivurth“ an der Kreuzung wichtiger Straßen und Furten über Aa und Werre verlegt. Später wurde es „Oldenhervorde“ genannt. Seine Gründung ist als Teil der Sachsenmission zu sehen. In der Nähe entstanden beispielsweise in Paderborn, Minden oder Osnabrück weitere wichtige christliche Zentren in Sachsen. Nach der Herforder Vision genannten ältesten bekannten Marienerscheinung nördlich der Alpen wurde von der Äbtissin Godesdiu um das Jahr 1011 auf dem Herforder Stiftberg ein Tochterkloster des Herforder Stifts gegründet.

### Erhebung zum Reichskloster und Vögte
Im Jahr 819 wurde das Stift an Kaiser Ludwig den Frommen († 840) übertragen, der es durch Abt Adalard von Corbie regulieren ließ. Dies geschah etwa parallel zur Gründung und in Verbindung mit dem Kloster Corvey durch die Einführung der Benediktsregel. Daraufhin erlangte Herford 823 den Status eines Reichsklosters und wurde mit einem Drittel der eigentlich für Corvey vorgesehenen Güter ausgestattet. Auch diese Entwicklung vollzog sich in enger Verbindung mit Corvey und wurde durch die karolingischen Brüder Adalhard und Wala nach 823 organisiert. Die Vita Waltgeri und eine Urkunde Ludwig des Deutschen von 853 berichten, Herford sei nach dem Muster des karolingischen Reichsklosters Notre Dame zu Soissons eingerichtet worden. Wie die Abtei Corbie für Corvey wurde Soissons zum Mutterkloster Herfords. Die Frauenabtei Souisson entsandte Benediktinernonnen für den neuen Herforder Konvent, womit beide Klosterneugründungen einen Rückhalt im zentralen Frankenreich besaßen. Die in der Urkunde Ludwigs genannte Herforder Äbtissin Tetta stammte ebenfalls aus Soissons.
860 wurden auf Betreiben der Äbtissin Haduwy (Hedwig) die Gebeine der Heiligen Pusinna, der Herforder Schutzpatronin, aus deren Einsiedelei Binson („vicus bausionensis“ in der Nähe von Châlons-en-Champagne bei Corbie) in das Stift Herford überführt, das dadurch erheblich an Bedeutung gewann und später den Namen „St. Marien und Pusinna“ trug.
In der Zeit der Äbtissin Mathilde I. wurde hier deren Enkelin, die spätere Königin Mathilde erzogen, die 909 durch Vermittlung ihrer Großmutter den späteren Sachsenherzog und König Heinrich I. heiratete. In den Jahren 919 bis 924 zerstörten die Ungarn Herford, es konnte aber bereits ab 927 durch Imma I. wieder aufgebaut werden. Zur Erinnerung an ihren 936 verstorbenen Gatten gründete Königin Mathilde im gleichen Jahr ein Frauenstift in Quedlinburg. Das Herforder Benediktinerinnenkloster entwickelte sich nun zum Missions- und Bildungszentrum für Sachsen, woraus Königin Mathilde und Hathumod, die spätere Äbtissin von Gandersheim, hervorgingen. Zudem wurde das Reichskloster noch in karolingischer Zeit üppig dotiert, indem es ausgedehnte Besitzungen erhielt. 819 wurden dem Kloster das Markt- und das Münzrecht zugestanden, 851 ihm Kirchliche Immunität verliehen. Von Herford gingen Gründungsimpulse aus nach Quedlinburg, Wendhausen, Gandersheim und Neuenheerse. Die Zerstörung des Klosters durch die Ungarn im ersten Drittel des 10. Jahrhunderts führte jedoch in der Folge wiederum zu einem Wechsel des Ordo: Herford wurde wieder adliges Chorfrauenstift.
Die Vogtei des Klosters bzw. Stiftes Herford hatten wohl anfangs die Billunger inne, danach fiel sie Heinrich dem Löwen zu. Als Untervögte bereits Heinrichs des Löwen und ab 1180 des Erzstiftes Köln amtierten die Grafen von Schwalenberg, denen eventuell schon vor 1261 die Grafen von Sternberg und seit dem Jahr 1382 die Grafen von Jülich-Berg im Amt des Vogtes nachfolgten.

### Reichsunmittelbarkeit
In der Mitte des zwölften Jahrhunderts erhielt Stift Herford nicht allein die Exemtion, sondern auch im Jahre 1147 die Reichsunmittelbarkeit. Es besaß zu dieser Zeit 39 Oberhöfe und rund 800 zinspflichtige Unterhöfe. Als Vögte amtierten anfangs wohl die Billunger, nach deren Aussterben Heinrich der Löwe, der die Grafen von Schwalenberg als Untervögte einsetzte, die wiederum diese Aufgabe ab 1180, nach dem Sturz Heinrichs des Löwen, für die Kölner Erzbischöfe als Herzöge von Westfalen wahrnahmen. Bereits 1261 scheint der Kölner Erzbischof die Grafen von Sternberg mit der Vogtei über Stift Herford belehnt zu haben und 1382 wurde diese auf die Grafen von Jülich-Berg übergegangen.
Mit der Reichsunmittelbarkeit wurde das Stift ein eigenständiges, allerdings nur kleines Landesterritorium des Heiligen Römischen Reiches. Es umfasste einen Teil des heutigen Stadtgebietes von Herford und bestand bis zur Säkularisation 1803. Seine Äbtissinnen waren Reichsfürstinnen und saßen im Reichstag im Rheinischen Reichsprälatenkollegium. Das Reichsstift gehörte zum Niederrheinisch-Westfälischen Reichskreis. In der Nachbarschaft des Stiftes entwickelte sich die Siedlung Herford, die seit 1170/1180 Stadtrecht besaß, die Dortmunder Ratsverfassung übernahm und später ebenfalls reichsunmittelbar wurde. Seit 1256 übernahm die Stadt den Schutz der Abtei. Von 1256 bis um 1530 bildeten Stadt und Abtei eine gemeinsame Regierung für das Gebiet, was einmalig im Reich war.
In Herford existierte außerdem seit dem 11. Jahrhundert das Stift St. Marien auf dem Berge für Frauen aus niederem Adel, sodann das von Königin Mathilde in Enger gegründete und im Jahr 1414 in die Herforder Neustadt verlegte Stift St. Johann und Dionysius, ferner seit 1231 eine Johanniterkommende, sowie Klöster der Franziskaner, der Augustiner-Eremiten und der Klarissen, seit 1427 auch ein Konvent der Fraterherren.
Bis zum Ende des 15. Jahrhunderts entstanden in „Sancta Herfordia“ (dem Heiligen Herford) ca. 37 Kirchen, Kapellen, Stifte, Klöster, Hospitäler und kirchliche Häuser (als selbständige Gebäude). Damit war das geistliche Leben dort mit Köln zu vergleichen.

### Reformation
Im Zuge der Reformation wurde das Stift Herford 1533 evangelisch. 1652 besetzte das Kurfürstentum Brandenburg die reichsfreie Stadt Herford und gliederte sie in Ravensberg ein. Die Kurfürsten versuchten, das reformierte Bekenntnis durchzusetzen, was ihnen aber nur zeitweilig gelang. Die Reichsabtei konnte ihre Unabhängigkeit bewahren.

### Labadisten und Quäker
Nachdem sich die Äbtissin Elisabeth von der Pfalz immer mehr einer schwärmerisch-mystischen Richtung zugewandt hatte, nahm sie 1670 Labadisten, dann auch Quäker bei sich in Herford auf. Deren mystische Exzentrizitäten erregten jedoch bei der lutherischen Bevölkerung großen Anstoß. Ihre Freundin Anna Maria von Schürmann hatte sich mit 62 Jahren der Gemeinde der Labadisten angeschlossen. Über Middelburg und Amsterdam gelangte die Gruppe 1670 nach Herford, wo die Fürstäbtissin, die hochgelehrte Tochter der Winterkönigin, der Gemeinde eine Zeitlang Zuflucht gewähren konnte. Sie lebten nicht in der Abtei, wohl aber unter deren Schutz. 1672 wurde die Gruppe durch ein Edikt des Reichskammergerichts von dort vertrieben.
Die Quäker Robert Barclay und William Penn besuchten Elisabeth, die sogar Quäkerandachten in ihrer Abtei gestattete und sich beim König von England aktiv für deren Duldung einsetzte.
Um den Jahreswechsel 1679/80 kam der Philosoph Gottfried Wilhelm Leibniz ihretwegen nach Herford.

### Aufhebung
1802 wurde das Stift im Zuge der Säkularisation und im Vorgriff auf den Reichsdeputationshauptschluss aufgehoben und am 25. Februar 1803 der preußischen Grafschaft Ravensberg zugeschlagen. 1804 wurde das Stift in ein Kollegiat für Männer umgewandelt und 1810 endgültig aufgelöst. Danach war auf dem Gelände eine Spinnerei untergebracht, in der zeitweise 200 Personen arbeiteten und die zu den größten Arbeitgebern der Stadt gehörte. Auch die Inhaber der Spinnerei, die Familie Schönfeld, wohnte auf dem Gelände, bis sie 1874 in ein repräsentativeres Wohnhaus, die Villa Schönfeld am Deichtorwall, umzogen.

### Ort der philosophischen Unterweisung
Das Herforder Stift beherbergte mit Prinzessin Elizabeth III. und Prinzessin Sophie Charlotte  von Brandenburg gleich zwei Koadjutorinnen, die eine langjährige Korrespondenz mit hochrangigen Gelehrten ihrer Zeit führten. Die Erstgenannte stand in brieflichem Kontakt mit dem Philosophen René Descartes, dessen Werke sie eingehend studierte. Die Letztgenannte erhielt eine briefliche Unterweisung in Naturphilosophie und Physik vom Mathematiker Leonhard Euler. Die Briefe sind als Sammlung unter dem Titel Lettres à une princesse d‘Allemagne (1768–1772) erschienen und haben eine schon zu deren Lebzeiten legendäre Bekanntheit erworben.

## Bauten

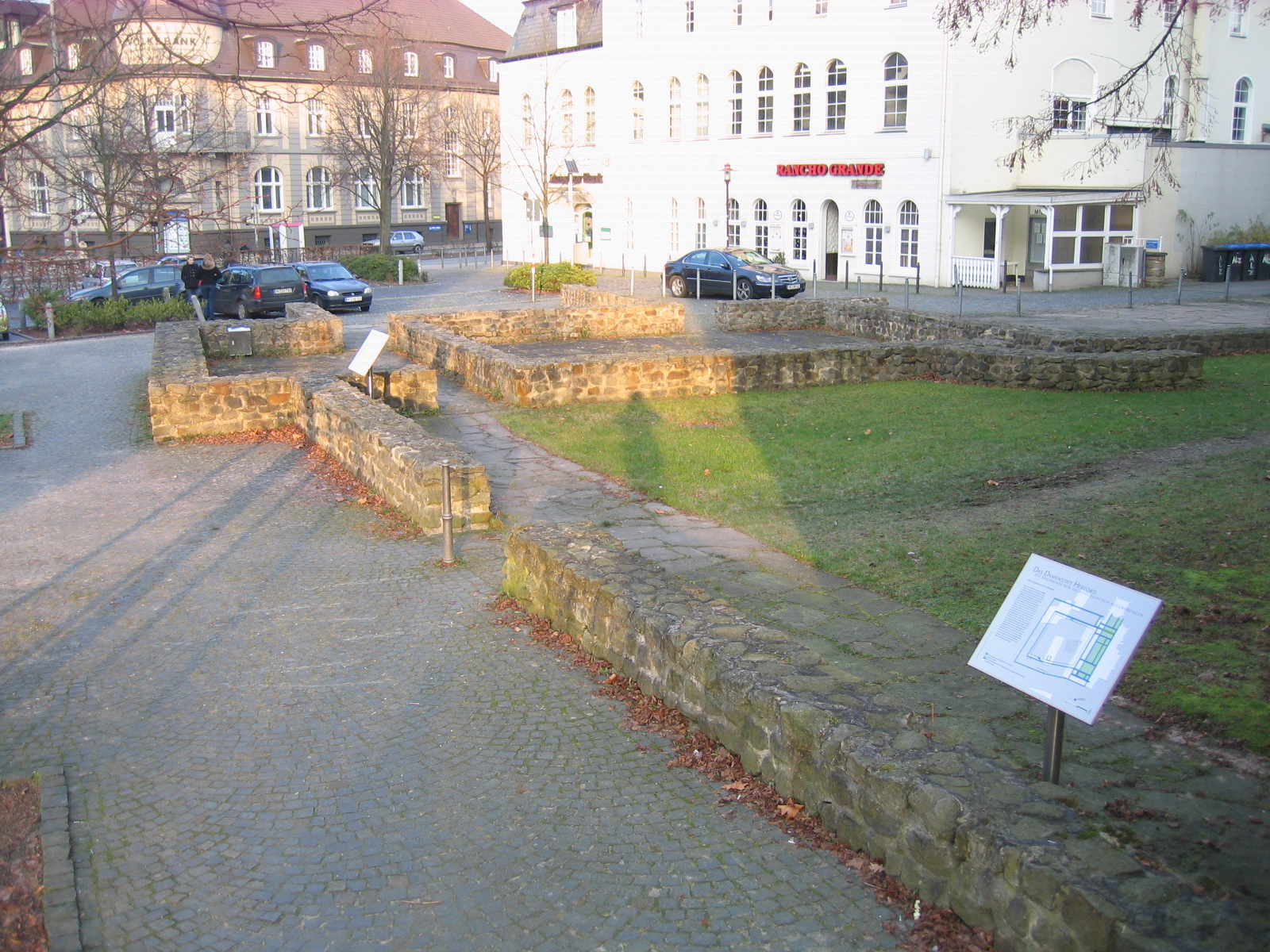
Rekonstruierte Grundmauern des Kreuzganges

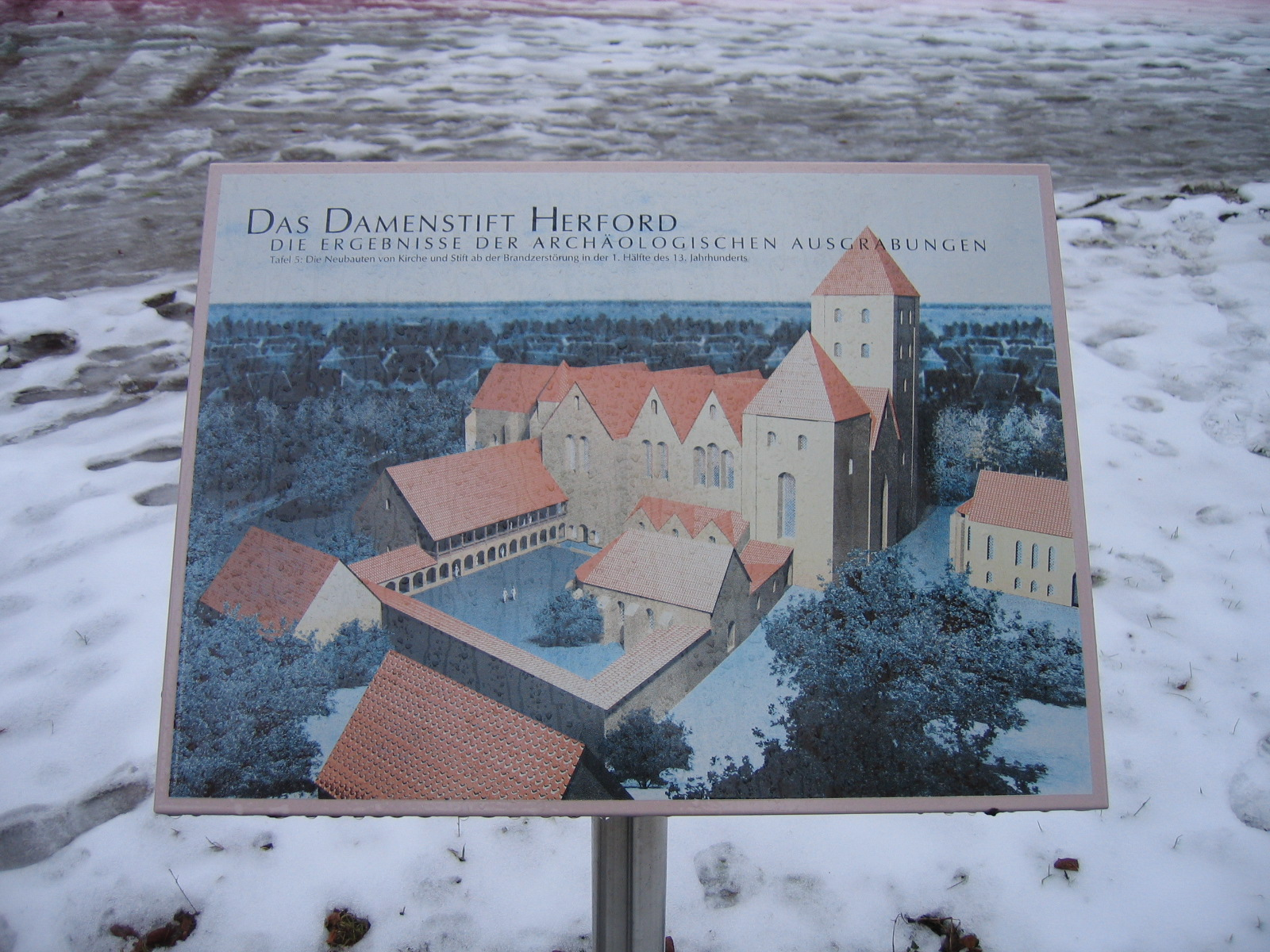
Ergebnisse der archäologischen Ausgrabungen

Die Abtei und ihr Gebiet lagen im heutigen Zentrum Herfords. Das ehemalige Frauenstift erstreckte sich vom Alten Markt über das Terrain des heutigen Rathauses bis zum Stephansplatz an der Straße „Auf der Freiheit“, die an die einstige Immunität erinnert. Als Stiftskirche diente das Herforder Münster, das heute evangelisch-lutherische Pfarrkirche ist. Es wurde im frühen 13. Jahrhundert gebaut und zählt zu den größten Hallenkirchen Westfalens. Unmittelbar nördlich davon wurde die Wolderuskapelle an Stelle einer älteren Kapelle errichtet. In der Kapelle liegt der Legende nach der Heilige Waltger (gestorben 825) begraben. Der schlichte Saalbau wurde 1735 ursprünglich aus Hauskapelle der reformierten (!) Äbtissin des lutherischen Stifts errichtet und ist seit 1962 griechisch-orthodoxe Nektarios-Kapelle, davor diente sie von 1807 bis 1902 der reformierten Gemeinde Herfords als Kirche. Auf der ehemaligen Immunität ist mit dem Kantorhaus eines der ältesten Häuser Westfalens erhalten. Das mit rotem Backstein ausgefachte Fachwerkhaus wurde Ende des 15. Jahrhunderts erbaut. Der Freie Hof, ein Fachwerkhaus an der Südseite der Immunität, wurde im 17. Jahrhundert erbaut. Das sich im selben Baustil anschließende Labadistenhaus wurde im 17. Jahrhundert als Wohnhaus der Labadisten erbaut. Erhalten ist außerdem der Alte Abteibrunnen vor dem Rathaus, der 1988 bis 1990 freigelegt wurde.
Die Markthallen und das Herforder Rathaus wurden 1916 nach Abbruch der letzten Abteigebäude gebaut, die seit der Aufhebung der Abtei unter anderem als Fabrik genutzt worden waren. Die meisten Abteigebäude sind nur als Fundamentreste erhalten. Beim Stephanplatz wurden nach Ausgrabungen die Grundmauern des Kreuzganges und der Wohngebäude der Stiftsdamen rekonstruiert. An die Abtei erinnern heute mehrere Denkmäler auf der alten Immunität. Dazu zählen ein Bronzemodell des mittelalterlichen Herford, ein rekonstruierter Grenzstein, der die Grenze zwischen Stadt und Immunität markiert, das Reichsabteidenkmal von 1998, das sich mit dem Verhältnis von Stadt und Abtei auseinandersetzt, sowie der Abteibrunnen vor der Markthalle mit der Skulptur einer Äbtissin. Im Freien Hof finden sich Bronzereliefs mit einer mittelalterlichen Darstellung Herfords und der Fürstabtei.

## Äbtissinnen
- Theodrada, Tetta (838 – nach 840)
- Addila (vor 844 – nach 853)
- Hedwig (vor 858 – nach 888)

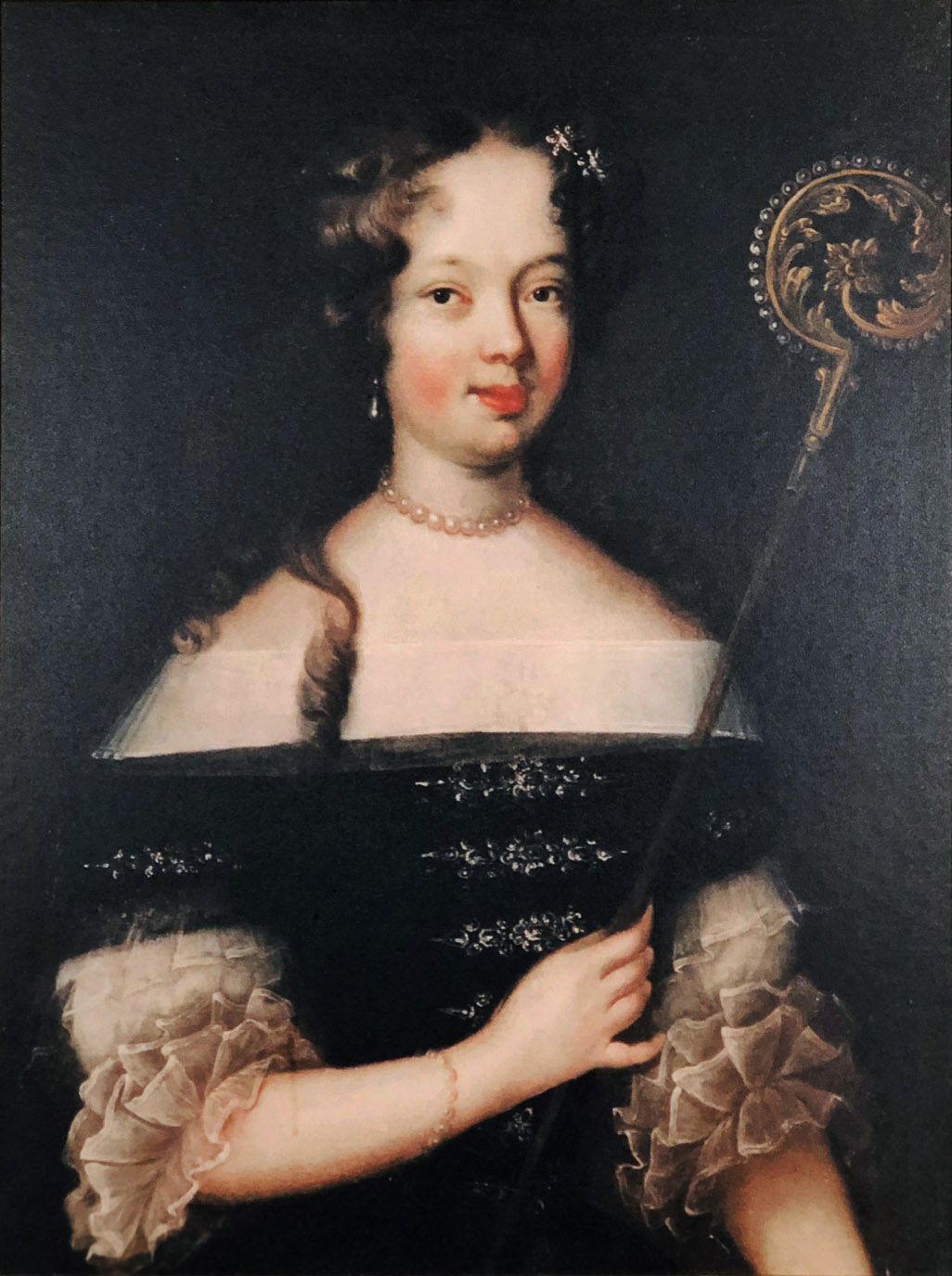
Äbtissin Elisabeth Albertine von Anhalt-Dessau mit dem Äbtissinenstab

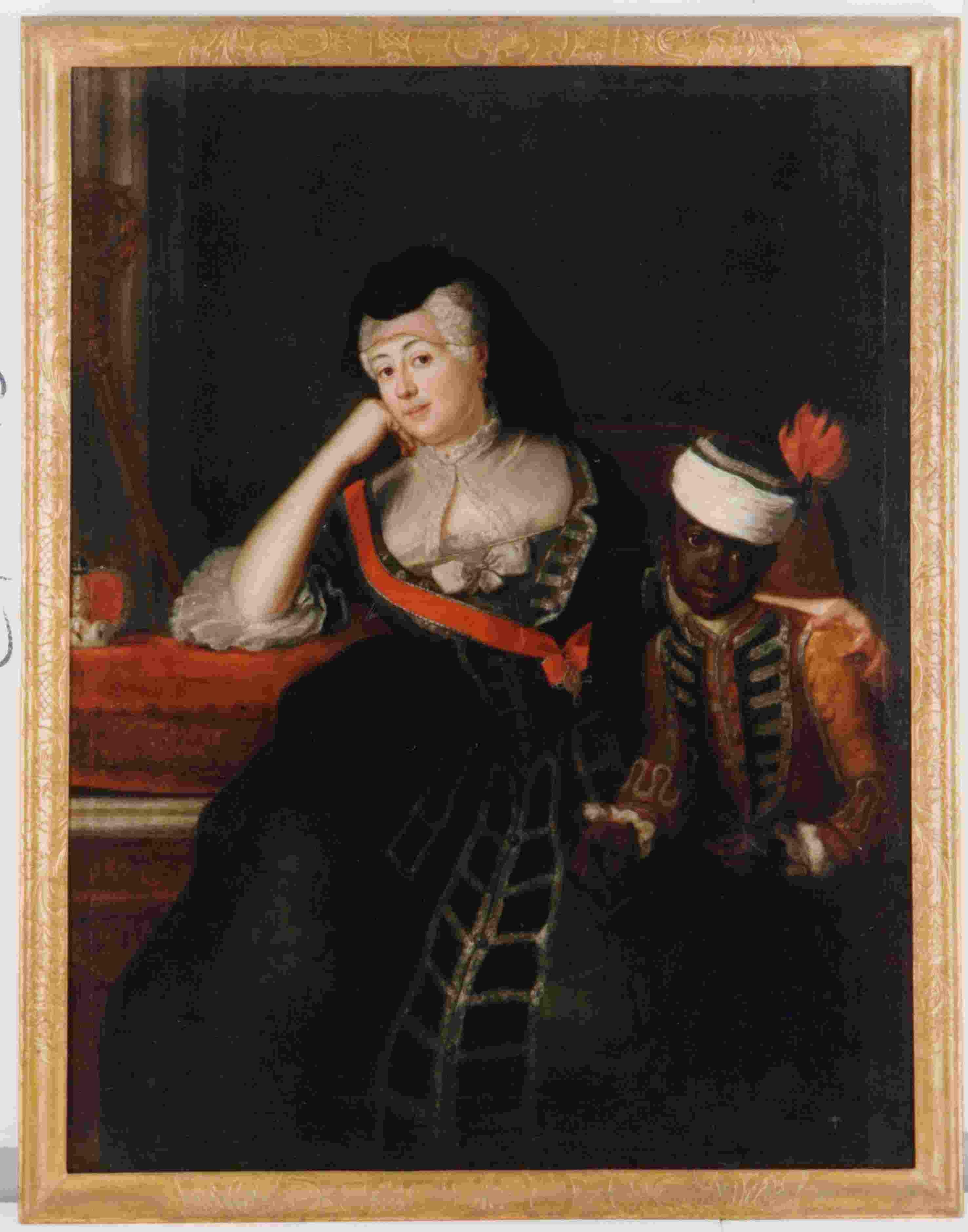
Äbtissin Johanna Charlotte von Anhalt-Dessau

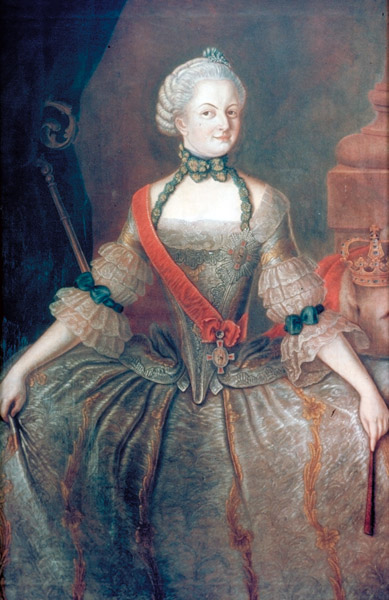
Die letzte Fürstäbtissin Friederike Charlotte von Brandenburg-Schwedt

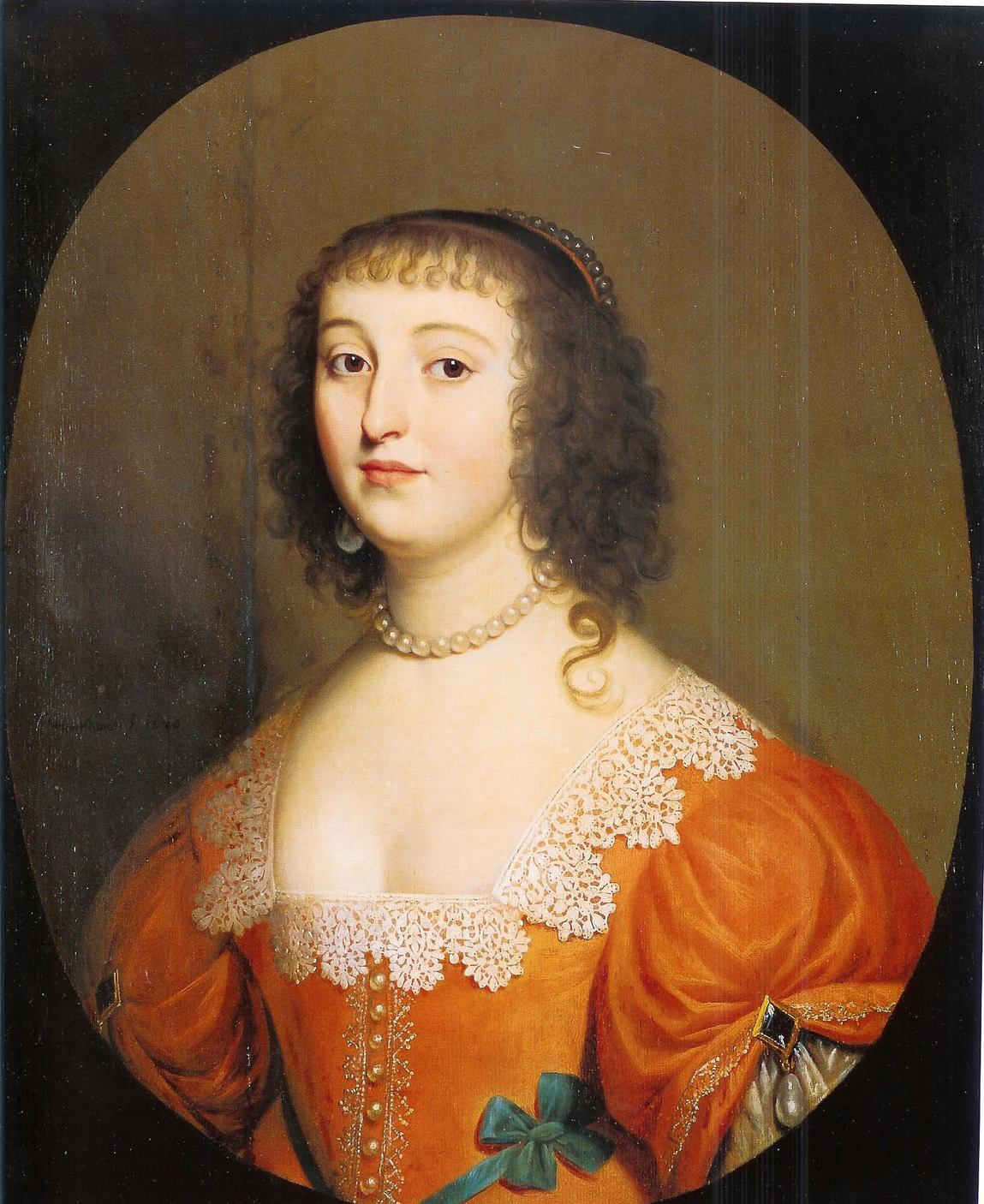
Äbtissin Elisabeth von der Pfalz

- Mathilde I. (vor 908 – nach 911) (Immedinger)
- Imma I. (nach 926)
- Imma II. (vor 973 – nach 995) (Billunger)
- Godesdiu (vor 1002 – nach 1040) (Billunger)
- Schwanhild (vor 1051–1076)
- Gertrud I. (vor 1138 – nach 1139)
- Jutta von Arnsberg (vor 1146 – nach 1162)
- Luitgard I. (vor 1163 – nach 1170)
- Eilika (um 1212)
- Gertrud II., zur Lippe (vor 1217 – nach 1233)
- Ida (vor 1238 – nach 1264)
- Pinnosa (vor 1265 – nach 1276)
- Mechthild II. von Waldeck (vor 1277 – nach 1288)
- Irmgard von Wittgenstein (vor 1290–1323)
- Luitgard II., von Bicken (1325–1360)
- Heilwig von Bentheim (1361)
- Elisabeth I., von dem Berge (1361–1374)
- Hillegund von Oetgenbach (1374–1409)
- Mechthild III., von Waldeck (1409–1442)
  - Margarete von Braunschweig-Grubenhagen, Gegenäbtissin 1442–1443
- Margaretha von Gleichen (1443–1475)
  - Jakobe von Neuenahr, Gegenäbtissin 1476–1479
- Anna I., von Hunolstein (1476–1494)
- Bonizet von Limburg-Stirum (1494–1524)
- Anna II., von Limburg (1524–1565)
- Margarete II., zur Lippe (1565–1578)
- Felizitas I., von Eberstein (1578–1586)
- Magdalene I., zur Lippe (1586–1604)
- Felizitas II., von Eberstein (1604–1621)
- Magdalene II., zur Lippe (1621–1640)
  - Maria Klara von Wartenberg, Gegenäbtissin 1629–1631
- Sidonia von Oldenburg (1640–1649)
- Elisabeth Louise Juliane von Pfalz-Zweibrücken (1649–1667)
- Elisabeth von der Pfalz (1667–1680)
- Elisabeth Albertine von Anhalt-Dessau (1680–1686)
- Elisabeth von Hessen-Kassel (1686–1688)
- Charlotte Sophie von Kurland (1688–1728)
- Johanna Charlotte von Anhalt-Dessau, verwitwete Markgräfin zu Brandenburg-Schwedt (1729–1750)
- Hedwig Sophie von Schleswig-Holstein-Gottorf (1750–1764)
- Friederike Charlotte von Brandenburg-Schwedt (1764–1802, † 1808)

## Wappen
Das Wappen der Fürstabtei zeigte einen roten waagerechten Balken auf silbernem Schild. Bis heute sind die Farben der Stadt Herford und die Flagge der Stadt weiß-rot. Bis 1899 war das Stadtwappen das der Abtei Herford, also der rote Balken in silbernem Schilde.